# Hiếu Đoan Văn Hoàng hậu
Hiếu Đoan Văn Hoàng hậu (chữ Hán: 孝端文皇后, tiếng Mãn: ᡥᡳᠶᠣᠣᡧᡠᠩᡤᠠ
 ᡩᠣᡵᠣᠩᡤᠣ
 ᡤᡝᠩᡤᡳᠶᡝᠨ
 ᡧᡠ
 ᡥᡡᠸᠠᠩᡥᡝᠣ, Möllendorff: hiyoošungga doronggo genggiyen šu hūwangheo, Abkai: hiyouxungga doronggo genggiyen xu hvwangheu; 13 tháng 5 năm 1600 – 17 tháng 5 năm 1649), kế thất nhưng là Hoàng hậu tại vị duy nhất của Thanh Thái Tông Hoàng Thái Cực, hoàng đế đầu tiên của nhà Thanh trong lịch sử Trung Quốc, vì vậy bà cũng là Hoàng hậu đầu tiên của triều Thanh.
Bà là cô ruột của hai phi tần khác của Hoàng Thái Cực là Mẫn Huệ Cung Hoà Nguyên phi và Hiếu Trang Văn Hoàng hậu - sinh mẫu của Thuận Trị Đế.

## Tiểu sử

### Thân thế
Hiếu Đoan Văn Hoàng hậu có tên thật là Triết Triết (哲哲; tiếng Mãn: ᠵᡝᡵᠵᡝᡵ, Möllendorff: jerjer, Abkai: jerjer), sinh ngày 19 tháng 4 (âm lịch) năm thứ 27 niên hiệu Vạn Lịch triều Minh (1599), xuất thân quý tộc Khoa Nhĩ Thấm của Mông Cổ, hậu duệ của Chuyết Xích Cáp Tát Nhi - em trai ruột của Thành Cát Tư Hãn. Vào đầu thời nhà Thanh, ghi chép không thật sự đủ đầy, theo nhiều nhìn nhận thì dòng dõi của Hiếu Đoan Văn Hoàng hậu có thể là một phân nhánh của Khoa Nhĩ Thẩm khi ấy.
Tổ phụ của Hiếu Đoan Văn Hoàng hậu tên gọi Nạp Mục Tắc (纳穆塞), có tước Bối lặc truyền đời. Thân phụ Mãng Cổ Tư (莽古斯), con trai của Nạp Mục Tắc, được kế vị tước hiệu Bối lặc Khoa Nhĩ Thấm. Về sau ông được nhà Thanh truy phong làm Hòa Thạc Phúc Thân vương (和硕福亲王). mẹ bà, đương thời xưng tôn Khoa Nhĩ Thấm Đại phi, được truy tặng làm Hòa Thạc Phúc phi (和硕福妃). Một em gái cùng mẹ, Bác Nhĩ Tế Cát Đặc thị, là Chính thê của Đa Nhĩ Cổn.
Vào cuối đời nhà Minh, Mãng Cổ Tư cùng em trai đã đi theo các tộc trưởng nhánh lớn của Khoa Nhĩ Thẩm tham dự vào một chiến dịch quân sự gọi là [Cửu bộ liên quân; 九部联军] để thảo phạt Nỗ Nhĩ Cáp Xích của dòng Ái Tân Giác La đang rất lớn mạnh. Chiến sự thất bại, hai bên nghị hòa, Mãng Cổ Tư chấp nhận sự lôi kéo của Nỗ Nhĩ Cáp Xích mà thường xuyên qua lại, cả hai bên đều nhận thấy giải pháp tốt nhất chính là liên hôn. Mãng Cổ Tư có con trai, trong đó có Trại Tang (寨桑) kế vị Bối lặc của bộ tộc. Ông còn một người con gái, chính là Hiếu Đoan Văn Hoàng hậu.

### Kết hôn với Hoàng Thái Cực
Năm Vạn Lịch thứ 42 (1614), Triết Triết được gả cho Bối lặc Hoàng Thái Cực, Đại Hãn tương lai của Đại Kim, trở thành Phúc tấn. Hoàng Thái Cực khi đó phái thân quân từ Hách Đồ A Lạp thành (赫图阿拉城; nay thuộc tỉnh Liêu Ninh) xuất phát, hơn trăm dặm đến Hỗ Nhỹ Kỳ Sơn thành (扈尔奇山城) thuộc Huy Phát, tiến hành lễ đón dâu cùng lễ thành hôn long trọng. Năm đó Triết Triết 16 tuổi, còn Hoàng Thái Cực 22 tuổi.
Trong nhiều năm bà không thể sinh nở, điều này khiến anh trai của Triết Triết là Trại Tang (寨桑), Bối lặc của Khoa Nhĩ Thấm vào năm Thiên Mệnh thứ 10 (1625) đề xuất Hoàng Thái Cực cho con gái là Bố Mộc Bố Thái nhập cung làm Phúc tấn, để sinh được con trai nối dõi có dòng máu Ái Tân Giác La và Bác Nhĩ Tề Cát Đặc. Sau vài năm, chị gái của Bố Mộc Bố Thái là Hải Lan Châu cũng vào cung, trở thành Phúc tấn của Hoàng Thái Cực.
Năm Thiên Mệnh thứ 11 (1626), Hoàng Thái Cực kế thừa Hãn vị. 6 năm sau, Hoàng Thái Cực sắc lập Trung cung Phúc tấn cùng Tây cung Phúc tấn, rất có khả năng Triết Triết chính là Trung cung Phúc tấn.

## Đại Thanh quốc mẫu
Năm Thiên Thông thứ 6 (1632), Hoàng Thái Cực bắt đầu sử dụng các nguyên lý Trung hoa, hủy bỏ chế độ ["Tứ đại Bối lặc đồng tọa"], bắt đầu chính sách ["Nam diện độc tọa"], do đó địa vị Hậu cung của các Phúc tấn cũng được thay đổi. Triết Triết được phong làm [Trung cung Đại Phúc tấn; 中宫大福晋].
Năm Sùng Đức nguyên niên (1636), tháng 4, Hoàng Thái Cực xưng Hoàng đế, chính thức lập ra nhà Thanh. Án theo chế độ Trung nguyên, Trung cung Đại Phúc tấn Triết Triết được mệnh làm [Trung cung Quốc quân Phúc tấn; 中宮國君福晉], cũng xưng gọi Hoàng hậu và cư ngụ tại Thanh Ninh cung (清寧宮). Hai người cháu gái gọi bà là cô, bao gồm sủng phi Hải Lan Châu được phong [Quan Thư cung Thần phi], và Bố Mộc Bố Thái được phong [Vĩnh Phúc cung Trang phi].
Tại sách lập đại điển, Hoàng Thái Cực thụ cho bà những vật tượng trưng cho địa vị cấp bậc, gồm: sách văn, kim ấn, cùng với nghi thức loan giá. Sách văn năm đó như sau:
| “                                                   | 奉天承运宽温仁圣汗制曰。天地授命而来，既有汗主一代之治，则必命匹配心腹亲近福晋赞襄朝政，坐立成双，同立功德，共享富贵，此乃亘古之制。信守三纲五当，系古圣汗等所定大典。今我正大位，当效古圣汗所定之大典。又蒙天佑，得过福晋，系蒙古科尔泌部博尔济吉特氏，特赐尔册宝，位出诸福晋之上，命为清宁宫中宫国君福晋。尔务以清廉端庄仁孝谦恭之义训诲诸福晋，更以尔贤德之训，使天下妇人效法。勿违我之至意 . Phụng thiên thừa vận, Khoan Ôn Nhân Thánh hãn chế viết. Thiên địa thụ mệnh nhi lai, kí hữu hãn chủ nhất đại chi trị, tắc tất mệnh thất phối tâm phúc thân cận Phúc tấn tán tương triều chính, tọa lập thành song, đồng lập công đức, cộng hưởng phú quý, thử nãi tuyên cổ chi chế. Tín thủ tam cương ngũ đương, hệ cổ thánh hãn đẳng sở định đại điển. Kim ngã chính đại vị, đương hiệu cổ thánh Hãn sở định chi đại điển. Hựu mông thiên hữu, đắc quá Phúc tấn, hệ Mông Cổ Khoa Nhĩ Tiết bộ Bác Nhĩ Tế Cát Đặc thị, đặc tứ nhĩ sách bảo, vị xuất chư Phúc tấn chi thượng, mệnh vi Thanh Ninh cung Trung cung Quốc quân Phúc tấn. Nhĩ vụ dĩ thanh liêm đoan trang nhân hiếu khiêm cung chi nghĩa huấn hối chư phúc tấn, canh dĩ nhĩ hiền đức chi huấn, sử thiên hạ phụ nhân hiệu pháp. Vật vi ngã chi chí ý | ” |
| — Sách văn lập Bác Nhĩ Tế Cát Đặc thị làm Hoàng hậu | |   |

Năm Sùng Đức thứ 2 (1637), mẹ của Triết Triết là Khoa Nhĩ Thấm Đại phi đến triều, Hoàng Thái Cực cho bày yến đại tiệc thiết đãi, đem Quý phi cùng Trang phi đón tiếp Đại phi. Sau đó, Hoàng Thái Cực liền đối với Khoa Nhĩ Thấm bộ tiến hành phong tặng, truy phong cha của Triết Triết là Bối lặc Mãng Cổ Tư làm [Hòa Thạc Phúc Thân vương], Đại phi do đó trở thành [Hòa Thạc Phúc phi]. Hoàng Thái Cực còn sai người đến Khoa Nhĩ Thấm tiến hành lễ ban đặc ấn, cũng thiết trí cho lập bia thờ.
Hoàng Thái Cực tại vị 17 năm, Trung cung Quốc quân Phúc tấn Triết Triết thống lĩnh nội cung, thực đến được Hoàng Thái Cực yên tâm. Mỗi khi chư bộ Mông Cổ từ xa xôi đến Thịnh Kinh làm lễ triều hạ, thì Triết Triết đều suất chúng hậu phi tự mình tổ chức yến hội, thập phần long trọng. Cũng bởi vì Triết Triết có địa vị cao quý, nên Khoa Nhĩ Thấm bộ cũng được coi trọng, mỗi khi Hòa Thạc Phúc phi đến triều, Hoàng Thái Cực đều đặc biệt dùng đại lễ đón tiếp, không hề qua loa.
Năm Thuận Trị nguyên niên (1643), Thanh Thái Tông băng hà. Hoàng cửu tử Phúc Lâm, Hoàng tử của cháu gái bà là Vĩnh Phúc cung Trang phi lên kế vị, tức Thuận Trị Đế. Trung cung Quốc quân Phúc tấn Triết Triết của Tiên đế trở thành Hoàng thái hậu, còn Trang phi là mẹ của Thuận Trị Đế chỉ xưng gọi Thánh Mẫu (聖母), mà không phải Hoàng thái hậu, nói cách khác Triết Triết là Hoàng thái hậu duy nhất khi đó của Đại Thanh.

## Băng thệ
Năm Thuận Trị thứ 6 (1649), ngày 16 tháng 4 (tức ngày 27 tháng 5 dương lịch), Hoàng thái hậu Bát Nhĩ Tế Cát Đặc thị giá băng, thọ 51 tuổi. Sang năm sau (1650), Hoàng đế thân dâng tôn thụy hiệu rằng Hiếu Đoan Chính Kính Nhân Ý Trang Mẫn Phụ Thiên Hiệp Thánh Văn Hoàng hậu (孝端正敬仁懿莊敏輔天協聖文皇后). Sách thụy viết:
| “                                       | 孝子嗣皇帝稽首顿首上言壸闱著圣善之仪。凝禧未艾。典礼重徽懿之报。备物宜隆。聿示来兹。用光前美。恭惟皇妣大行皇后、安贞应地。敬顺承天。佐先皇致治之功。启冲子缵承之业。方竭诚于奉养。忽抱痛于升遐。爰考旧章。博咨公议。用申哀慕。式表尊崇。谨奉册宝上尊谥曰。孝端正敬仁懿庄敏辅天协圣文皇后荐显号于几筵。垂休有永昭鸿名于简册。锡祐无疆。谨言宝曰。孝端正敬仁懿庄敏辅天协圣文皇后宝。 . Hiếu tử tự Hoàng đế kê thủ đốn thủ thượng ngôn khổn vi trứ thánh thiện chi nghi. Ngưng hi vị ngải. Điển lễ trọng huy ý chi báo. Bị vật nghi long. Duật kỳ lai tư. Dụng quang tiền mỹ. Cung duy Hoàng tỉ Đại Hành hoàng hậu, an trinh ứng địa. Kính thuận thừa thiên. Tá tiên hoàng trí trị chi công. Khải trùng tử toản thừa chi nghiệp. Phương kiệt thành vu phụng dưỡng. Hốt bão thống vu thăng hà. Viên khảo cựu chương. Bác tư công nghị. Dụng thân ai mộ. Thức biểu tôn sùng. Cẩn phụng sách bảo, thượng tôn thụy viết: Hiếu Đoan Chính Kính Nhân Ý Trang Mẫn Phụ Thiên Hiệp Thánh Văn hoàng hậu. Tiến hiển hào vu kỉ diên. Thùy hưu hữu vĩnh chiêu hồng danh vu giản sách. Tích hữu vô cương. Cẩn ngôn bảo viết. Hiếu Đoan Chính Kính Nhân Ý Trang Mẫn Phụ Thiên Hiệp Thánh Văn hoàng hậu bảo. | ” |
| — Hiếu Đoan Văn hoàng hậu sách thụy văn | |   |

Năm Thuận Trị thứ 7 (1650), tháng 2, kim quan của Hiếu Đoan Văn Hoàng hậu được an táng tại Chiêu lăng (昭陵) ở Thẩm Dương.
Về sau, các con cháu Ung Chính và Càn Long thêm tự vào thụy hiệu của bà đầy đủ là Hiếu Đoan Chính Kính Nhân Ý Triết Thuận Từ Hi Trang Mẫn Phụ Thiên Hiệp Thánh Văn Hoàng hậu (孝端正敬仁懿哲順慈僖庄敏輔天協聖文皇后).

## Con cái
Hiếu Đoan Văn Hoàng hậu hạ sinh 3 Công chúa là:
1. Cố Luân Ôn Trang Trưởng Công chúa [固倫溫莊長公主, 1625 – 1663], Hoàng thứ nữ, có tên là Mã Khách Tháp (馬喀塔). Năm 1635, thành thân với Ngạch Triết (额哲), con của Lâm Đan Hãn (林丹汗) - Đại hãn của Sát Kha Nhĩ bộ, Mông Cổ. Năm 1661, Ngạch Triết qua đời, Mã Khách Tháp tái giá với em chồng là A Bố Nại (阿布奈).
2. Cố Luân Tĩnh Đoan Trưởng Công chúa [固倫靖端長公主, 1628 – 1686], Hoàng tam nữ. Năm 1639 thành thân với Kỳ Tháp Đặc (奇塔特) thuộc Khoa Nhĩ Thấm bộ Mông Cổ. Kỳ Tháp Đặc là con trai của Tác Nạp Mục (索纳穆) - con trai của Trại Tang, anh ruột của Hiếu Đoan Văn Hoàng hậu. Do đó công chúa cùng Kỳ Tháp Đặc có quan hệ cô cháu họ nội ngoại.
3. Cố Luân Đoan Trinh Trưởng Công chúa [固倫端貞長公主, 1634 – 1692], Hoàng bát nữ. Năm 1645 thành thân với Vương tử Ba Nhã Tư Hộ Lãng (巴雅斯護朗), con của Thổ Tạ Đồ Thân vương Ba Đạt Lễ (巴達禮) của Khoa Nhĩ Thấm. Dòng dõi của cũng là hậu duệ của Chuyết Xích Cáp Tát Nhi, tức đều thuộc phân nhánh lớn Khoa Nhĩ Thấm bộ Bát Nhĩ Tể Cát Đặc thị.

## Trong văn hoá đại chúng
| Năm  | Tên phim                                         | Diễn viên              |
| 1987 | Thanh cung thập tam hoàng triều (满清十三皇朝)   | Mạnh Lệ Bình 孟丽萍    |
| 1992 | Nhất đại Hoàng hậu Đại Ngọc Nhi (一代皇后大玉儿) | Ngô Tuyết Phân 吴雪芬  |
| 2003 | Hiếu Trang bí sử (孝庄秘史)                      | Ô Sảnh Sảnh 邬倩倩     |
| 2012 | Mỹ nhân vô lệ (美人无泪)                         | Thái Thiếu Phân 蔡少芬 |
| 2015 | Đại Ngọc Nhi truyền kỳ (大玉儿传奇)              | Tưởng Lâm Tĩnh 蒋林静  |
| 2017 | Độc bộ thiên hạ (独步天下)                       | Vương Uyên Tệ 王渊慧   |
| 2018 | Tô Mạt Nhi truyền kỳ (大清江山之龙胆花)          | Nhạc Lệ Na 岳丽娜      |
| 2020 | Pháo hoa sông đây mưa sông đó (那江烟花那江雨)   | Hà Giai Di 何佳怡      |